# غرلوقة
غُرْلوقَة أو ثرثارية (الاسم العلمي: Garrulax)، جنس طير من الجواثم وفصيلة البهدليات. تضم 16 نوع. والاسم العلمي مشتق من اللاتينية "garrulus" ويعني «ثرثار».